# Het Kamerorkest
BRYGGEN - Bruges Strings is een kamerorkest uit Brugge. Het opereert sinds 2018 onder deze naam. Het werd opgericht in 1970, onder de naam Collegium Instrumentale Brugense en in 2009 veranderde het voor de eerste keer, in Het Kamerorkest Brugge.

## Geschiedenis

### Collegium Instrumentale
Het Collegium Instrumentale Brugense werd opgericht in 1970 door dirigent en leider Patrick Peire. Het nam de juridische vorm aan van een vereniging zonder winstoogmerk, met een uitgebreide algemene vergadering en bestuursraad waarin heel wat personaliteiten zetelden (o.a. Mark Eyskens, Guido Maertens en Jan Briers). Voorzitter werd ridder Géry van Outryve d'Ydewalle. 
Het ensemble behoorde tot de producten van een muzikale tegencultuur die zich opstelde tegenover de als vermolmd beschouwde grote 'ambtenarenorkesten'. Los van elk statutair dienstverband, flexibel georganiseerd, productie- en uitvoeringsgericht, gelieerd aan een ambitieus orkestleider, ontwikkelde zich het Collegium instrumentale naast enkele andere gelijkaardige orkesten (bv. La Petite Bande van Sigiswald Kuijken, I Fiamminghi van Rudolph Werthen, Il Fondamento van Paul Dombrecht, de Beethoven Academie van Jan Caeyers, het Huelgas Ensemble van Paul Van Nevel, Currende van Eric Van Nevel, het Collegium Vocale en La Chapelle Royale van Philippe Herreweghe, het Prometheus Ensemble van Etienne Siebens en Anima Eterna Brugge van Jos Van Immerseel). 
Het repertoire van dit kamerorkest was niet beperkt tot één specifieke periode. Het bracht zowel muziek uit de 20e eeuw, als uit de periodes van de romantiek, classicisme en barok. Het creëerde verschillende werken van eigentijdse Belgische componisten. Het hoofdaccent lag nochtans op barokmuziek. Het ensemble eerbiedigde ook de historische uitvoeringspraktijk en probeerde zich muzikaal te verdiepen in de stilistische eigenheid van iedere compositie, ook al deed het dit op moderne instrumenten.
In 1996 behaalde het ensemble (samen met het koor Capella Brugensis) een nominatie voor een Grammy Award (categorie 'Opera recording') voor de opname van Rossini’s opera Tancredi.  Naast een drukke concertagenda in eigen land, was het Collegium Instrumentale Brugense regelmatig te gast in Frankrijk, Spanje, Nederland en Italië. Het orkest had ook heel wat verdienste door het veelvuldig optreden met initiatieconcerten, in scholen, voor Jeugd en Muziek, enz.
Patrick Peire was tot einde 2006 dirigent van het ensemble. In januari 2007 werd hij opgevolgd door Ivan Meylemans. In 2007 ging het Collegium Instrumentale Brugense een uitgebreide (structurele) samenwerking aan met het in Brugge gevestigde Symfonieorkest van Vlaanderen (in 1960 gesticht als 'Westvlaams Orkest', in 1984 omgedoopt tot 'Nieuw Vlaams Orkest' en naderhand tot 'Symfonieorkest van Vlaanderen'). Beide orkesten hebben Brugge als thuisbasis en staan onder het management van intendant Dirk Coutigny.

### Het Kamerorkest
In 2009 werd beslist de naam van het ensemble na 35 jaar te wijzigen in 'Het Kamerorkest' of 'Het Kamerorkest Brugge'. Een al onder Peire ingezette accentverlegging, van barokmuziek en classicisme naar romantische en hedendaagse muziek, werd verder doorgezet. Composities voor strijkorkest van Mendelssohn, Tsjaikovski, Dvořák, Elgar en Josef Suk behoren nu tot het repertoire van het orkest. Tot het modernere repertoire behoren werken van Sjostakovitsj, Benjamin Britten, Barber, Rota en Piazzolla. Daarnaast worden ook werken uitgevoerd van hedendaagse Vlaamse componisten zoals Jelle Tassyns, Filip Rathé, Jan Van der Roost, Lucien Posman en Rudi Tas.

### BRYGGEN - Bruges Strings
Met violiste Jolente De Maeyer als artistiek leider krijgt Het Kamerorkest Brugge in 2018 een nieuwe start.  De naam BRYGGEN legt de link naar de Hanzesteden, in het bijzonder naar de meest noordelijke Hanzestad Bergen in Noorwegen. Het kernrepertoire van het orkest wordt uitgebreid met werken uit de 20e en 21e eeuw, waarbij strijkers een prominente plaats innemen, van componisten zoals Arvo Pärt, Max Richter, Philip Glass, Pēteris Vasks en Gia Kantsjeli. Voorts wil De Maeyer samenwerkingen creëren met artistieke partners in interdisciplinaire projecten, zoals theater, dans, film en beeldende kunst.
BRYGGEN debuteert in 2020 in het Concertgebouw Brugge. De voorstelling Zwanen gaat in 2022 in première in de Singel te Antwerpen, waarna het ook op het WE Festival in Oostende, Iedereen Klassiek in Brugge en het Walden Festival in Brussel opgevoerd wordt. Ook de première van Wu Tsangs Moby Dick vindt plaats in 2022 in de Singel. Met deze samenwerking met het Zürich Schauspielhaus maakt het herdoopte orkest zijn debuut in Nederland, in het Muziekgebouw aan ’t IJ tijdens het Holland Festival.
Voor de geanimeerde documentaire Waltz with Bashir van Ari Folman voert BRYGGEN in het kader van het Mooov Filmfestival de soundtrack van Max Richter live op in de Singel, de Warande in Turnhout en Stadsschouwburg Brugge.

## Capella Brugensis
Peire stichtte in 1990 ook een koor dat onder de naam 'Capella Brugensis' een natuurlijke aanvulling betekende bij het orkest en dit voor uitvoering van vocaal werk uit de opeenvolgende muziekperiodes.
Als hoogtepunten zijn de uitvoeringen te vermelden die met het Collegium Instrumentale werden gemaakt:
- De Brockes Passie van Georg Philipp Telemann (TWV 5:1)
- De Johannespassie van G. Ph. Telemann
- Het Te Deum van Michel-Richard Delalande
- Het Requiem van André Campra
- De herontdekte composities van 18de-eeuwse koormeesters van de Brusselse Kathedraal van Sint-Michael en Sint-Goedele, Joseph-Hector Fiocco, Petrus Hercules Bréhy en Van Helmont
- De Vespers van Wolfgang Amadeus Mozart

## Discografie
Het orkest maakte een 40-tal cd-opnamen voor Eufoda, Naxos, Senza Nome, Vox Temporis, Forlane, René Gailly, Aurophon, Ricercar en Brilliant Classics. Verschillende opnamen gebeurden in samenwerking met het koor Capella Brugensis, hoewel ook met andere koren, solisten en andere orkesten werd samengewerkt.
Zie de volledige opgave.
De catalogus vermeldt:
- El Camino de Alma - de Weg van de Ziel (2008), 20ste-21ste E. muziek
- Georg Philipp Telemann, Complete Overtures, Vol. 2 (2007)
- Psalms from the Italian High Baroque (2004)
- Henri-Jacques de Croes, Motetten (2004)
- Carl Philipp Emanuel Bach, verschillende werken (2004)
- Lexicon van de Muziek in West-Vlaanderen Deel 2 (2003)
- Henry Purcell, O God, the King of Glory (2002)
- Antonio Vivaldi, Concerti con molti instrumenti (2001)
- Francis Poulenc & Gabriel Fauré, Werken (2000)
- Johann Sebastian Bach, Missae Breves, BWV 233-236 (2000)
- Joseph Ryelandt, Sacred choral works (1998)
- Franz Schubert,  Stabat Mater (1997)
- Herman Roelstraete, Retrospectieve (1996)
- Wolfgang Amadeus Mozart, Vesperae solemnes de Confessore (1996)
- Joseph Haydn, Symphonies 22 - 44 - 49 (1995)
- Gioacchino Rossini, Tancredi (1994)
- Gluck, Orpheus en Eurydice (1993)
- Concertos from Mozart's Time (1991)
- Récital Ewa Podles, Airs Célèbres (1990)
- Felix Mendelssohn Bartholdy, Frühe Symphonien (1990)
- Kapelmeesters in Brussel (1987)
- Antonio Vivaldi, Concerti voor hobo
- Pieter van Maldere, Symphoniae
- Uns ist ein Kind geboren
- The Paris connection
- Georg Philipp Telemann, Ouvertures
- Georg Philipp Telemann, Johannespassie 1745
- Georg Philipp Telemann, Cantaten
- Raadselkringen (20ste eeuw)
- Mozart in Antwerpen
- Johann-Wilhelm Hertel, Concerti
- Georg Friedrich Händel, Delirio amoroso
- Gloria Flandriae (oude muziek, classicisme, romantiek, 20ste eeuw)
- Fluitconcerti uit Mozarts tijd
- Joseph-Hector Fiocco, Missa solemnis & motettrn
- Feest in de kathedraal
- Concerti Flandriae
- Johann Christian Bach, Symfonieën